# Berlin-Haselhorst

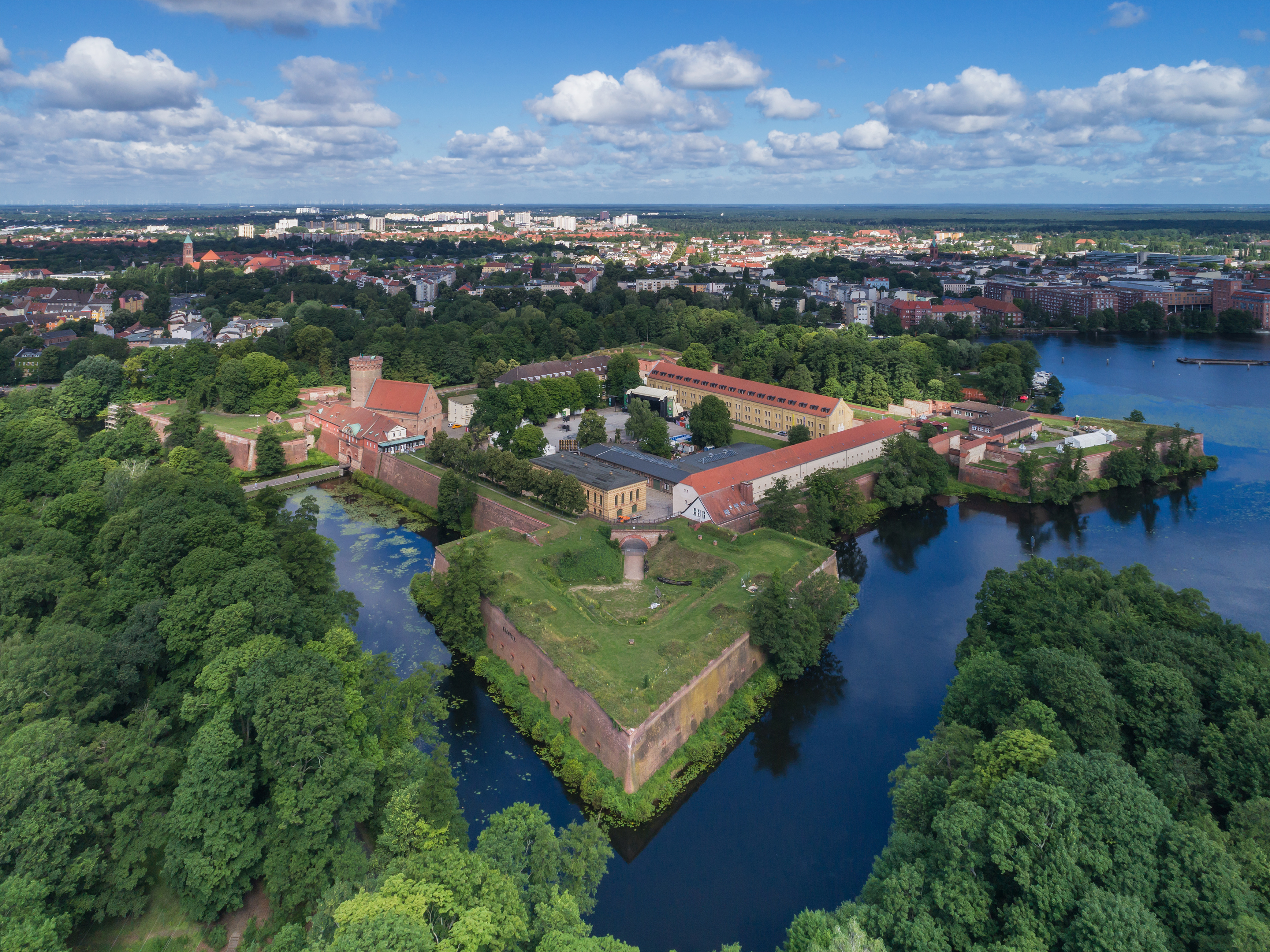
Zitadelle Spandau

Haselhorst ist ein Ortsteil im Berliner Bezirk Spandau.

## Geographie

### Lage
Die Spreemündung in die Havel bildet die südwestliche Ecke von Haselhorst. Die Havel bildet auch die westliche Grenze zu den Ortsteilen Spandau und Hakenfelde, bis hin zur Mündung des Berlin-Spandauer Schifffahrtskanals in die Havel als nordwestlichstem Eckpunkt. Ab diesem verläuft im Norden die Grenze zu Saatwinkel, einer Ortslage des zum Bezirk Reinickendorf gehörenden Ortsteils Tegel, wobei beide Ufer zu Haselhorst gehören.
Im Nordosten trennt eine Schleife des Kanals, der Alte Berlin-Spandauer Schifffahrtskanal, Haselhorst von der Insel Gartenfeld im Ortsteil Siemensstadt. Im Osten verläuft die weitere Grenze zur Siemensstadt entlang eines Stückes der Gartenfelder Straße, der gesamten Paulsternstraße und weiter ungefähr beim Großen Spreering.
Im Süden bildet die Alte Spree, ein Altarm der Spree, die Grenze zu Siemensstadt und anschließend auf der anderen Spreeseite der Ruhlebener Altarm, ein weiterer Altarm der Spree, die Grenze zum Ortsteil Spandau. Die Halbinsel Sophienwerder gehört dadurch auch zu Haselhorst. Nur auf ihren letzten 200 m vor der Mündung wird die Spree zur Grenze von Haselhorst.

### Gewässer
Haselhorst ist zu einem großen Teil von Wasserstraßen umgeben. Neben der Spree mit ihren Altarmen ‚Alte Spree‘ und dem ‚Ruhlebener Altarm‘, der Havel mit der Bucht ‚Spandauer See‘ und dem Berlin-Spandauer Schifffahrtskanal mit seiner Schleife ‚Alter Berlin-Spandauer Schifffahrtskanal‘, die Haselhorst begrenzen, gibt es in Haselhorst weitere Gewässer.
Der Rohrbruchteich bildet die Quelle für den Grützmachergraben. Die Rhenaniastraße trennt den Rohrbruchteich von einem Sumpfgebiet, in dem unter anderem artgeschützte Biber leben. Der Grützmachergraben mäandert durch Haselhorst und mündet – ebenfalls im Ortsteil – in die Spree.
Auf dem Gelände der ehemaligen Pulvermühle, im heutigen Quartier Pulvermühle, beginnt der ‚Östliche Abzugsgraben‘. Dieser verbindet die Havel mit der Spree. Er fließt in zwei Armen fast rechtwinklig von der Havel weg. Südlich des heutigen Grützmacherwegs vereinigen sich beide Arme. Im weiteren Verlauf fließt er unter dem Gelände des BMW Motorradwerkes hindurch und mündet westlich des Grützmachergrabens in die Spree.
Die Zitadelle Spandau ist von einem Wehrgraben umgeben. Südlich der Zitadelle liegt der Westliche Abzugsgraben, der eine Verbindung zum Wehrgraben der Zitadelle hat und kurz hinter der Schleuse Spandau in die Havel mündet.

## Geschichte

### Vorwerk Plan (bis 1840)
Der Name Haselhorst wurde erstmals 1590 im Erbregister des Amtes Spandau als einer von vier Flurnamen des Vorwerks Plan („das Lerchenfeld, die Hasel Horst, des Krügers Winkel und der Rahnwerder“) erwähnt. Diese Flurnamen waren auf Landkarten nicht eingezeichnet und lassen sich heute nicht mehr genauer lokalisieren.
Das Vorwerk Plan gehörte dem königlichen Amte Spandau. Auf dem Gelände entstand um 1745 die Meierei Plahn östlich der Zitadelle.
Als nach dem Krieg mit Frankreich 1806 große Teile Preußens von Napoleon besetzt waren, verkaufte Preußen aus Finanznot Teile seines umfangreichen Grundbesitzes. Der Oberamtmann Grützmacher kaufte 1812 das Vorwerk Plan, das eine Fläche von etwa 4 bis 5 km² an Äckern und Wiesen hatte. Damit umfasste es ungefähr den heutigen Ortsteil Haselhorst, es fehlte der Westen, wo neben der Zitadelle Spandau seit 1722 die Königliche Preußische Gewehrfabrik stand, dafür reichte es weiter nach Osten, in die heutige Siemensstadt hinein.
Vor dem Sechsten Koalitionskrieg 1813 brannten Napoleons Truppen die Wohn- und Wirtschaftsgebäude des Vorwerk Plan nieder, um aus der von ihnen gehaltenen Zitadelle Spandau ein freies Schussfeld zu haben. Aus demselben Grund untersagten die Preußen nach ihrem Sieg den Wiederaufbau von Gebäuden an dieser Stelle.
Grützmacher ließ daraufhin 1815 oder 1817 ein neues Gutshaus errichten. Es stand in der Nähe der Abzweigung, an der die drei Wege von Spandau (im Westen), Tegel (im Norden) und Moabit (im Osten) zusammentrafen, ungefähr in der Mitte der heutigen Fläche zwischen Küsterstraße, Gartenfelder Straße und Kanal. Zusätzlich legte er einen geraden Weg vom Gutshaus nach Süden zur Spree an, aus dem die heutige Paulsternstraße entstand.
1831 beanspruchte die Königliche Pulverfabrik, damals noch in Moabit, von Grützmacher die Herausgabe von 0,45 km² Land im Westen von Haselhorst, um eine neue Fabrik mit eigenen Befestigungsanlagen errichten zu können, die 1839 in Betrieb ging. Sie grenzte an die Gewehrfabrik an und wurde später erweitert. Einige Gebäude sind bis heute erhalten. Das Zickzack der Befestigungsanlagen ist noch heute im Verlauf des Grützmachergrabens zu erkennen.
Der Name Vorwerk Plan blieb offiziell bestehen, erwies sich aber zunehmend als unpraktisch, da es zu Verwechslungen mit dem gleichnamigen Ort der Gewehrfabrik kam. Es wurde inoffiziell als Vorwerk Grützmacher bezeichnet, der Name findet sich auch auf Landkarten. Von 1832 ist ein Brief erhalten, der an Herrn Grützmacher in Haselhorst adressiert war, was ein Zeichen dafür ist, dass das von Grützmacher erbaute Gutshaus im Bereich dieser Feldflur lag und dieser Name sich allmählich durchzusetzen begann.
Grützmacher starb 1833, an ihn erinnern heute in Haselhorst noch der Grützmachergraben, der Grützmacherpark und der Grützmacherweg. Sein Sohn Friedrich Wilhelm erbte das Vorwerk und behielt es bis 1840.

### Rittergut Haselhorst (1840–1910)
1840 wurde das Vorwerk Plan zwangsversteigert und zum Rittergut erhoben, erst 1848 erhielt es den offiziellen Namen Rittergut Haselhorst. Von 1848 bis 1859 wurde durch das Rittergut der Berlin-Spandauer Schifffahrtskanal gebaut, für den Teile des Gutes abgegeben wurden. Aus militärischen Gründen machte er einen scharfen Knick, ab dem zur Sicherung eine Lünette gebaut wurde, die um 1928 wieder abgetragen wurde und an die heute nur noch der Name einer nahegelegenen Straße erinnert.
Nachfolger Grützmachers wurden der Ritterschaftsdirektor Carl Friedrich von Goldbeck (1843–1860) und Graf Georg von Lehndorff (1860–1864), die das Rittergut landwirtschaftlich nutzten.
1864 erwarb Hans Stubenrauch das Rittergut Haselhorst. Sein Hauptinteresse war nicht die Landwirtschaft, sondern die Spekulation mit Grundstücken. Er trennte 1865 die beiden umfangreichen Teilflächen Gartenfeld und Sternfeld ab, um diese zu parzellieren und als Bauland für Villen zu verwerten. Das Vorhaben misslang, da die Gegend damals noch viel zu abgelegen war. Stubenrauch verlor die von ihm gegründeten Terraingesellschaften durch Zwangsversteigerung, seine Nachfolger agierten ähnlich glücklos, die geplanten Villen wurden nie gebaut. Beide Teilflächen wurden später industrialisiert und gehören heute zum Ortsteil Siemensstadt.
Das Rittergut Haselhorst wurde 1867 von Stubenrauch wieder verkauft und weiter landwirtschaftlich genutzt. In der Volkszählung von 1871 wurden 108 Einwohner gezählt. Die Besitzer waren ab 1869 Bankier Eschwe und ab 1886 Babkier Pringsheim. Der ganze Gutsbezirk Haselhorst, zu dem auch Paulstern gehörte, hatte 130 Einwohner.
1889 wurde das Rittergut Haselhorst vom Militär-Fiskus aufgekauft, der es zu verschiedenen Zwecken nutzte. Auf einer Fläche von fast einem Quadratkilometer zu beiden Seiten der heutigen Paulsternstraße wurde ein Exerzierplatz der Preußischen Armee angelegt. Im nordwestlichen Teil an der Havel wurde die Neue Pulverfabrik errichtet.
Direkt vor dem Gutshaus wurde 1892 die Königliche Armee-Konservenfabrik gebaut. Dort mussten die zum Wehrdienst eingezogenen Schlachtergesellen in den Herbst- und Wintermonaten alljährlich mehr als 3000 Ochsen schlachten und zu „Rindfleisch im eigenen Saft“ für die Armee verarbeiten.
1895–1896 wurde westlich davon die erste kleine Wohnsiedlung in Haselhorst errichtet, die Arbeiter-Kolonie des Militär-Fiskus und Arbeitersiedlung Haselhorst. Es gab zunächst nur Ein- bis Vierfamilienhäuser, dann wurden auch Mehrfamilienhäuser bis zu zehn Wohneinheiten errichtet. Auf der Pariser Weltausstellung von 1900 hatte die preußische Militärverwaltung eines der Häuser nachbauen lassen, das auch ausgezeichnet wurde. 1907 waren 51 Häuser fertig, in deren 363 Wohnungen rund 1600 Personen lebten. Zu einem zügigen Weiterbau, der noch 1905 angekündigt worden war, kam es jedoch nicht mehr.
Seit 1908 fuhr die die Elektrische Straßenbahn Spandau–Nonnendamm durch das noch weitgehend unbebaute Haselhorst, um Spandau mit der schnell wachsenden Siemensstadt zu verbinden.

### Haselhorst als Teil von Spandau (1910–1950)
Der Gutsbezirk Haselhorst wurde 1910 als neuer Stadtteil in die Kreisfreie Stadt Spandau eingemeindet.
1918 wurden kurzfristig Barackensiedlungen für die Arbeitskräfte der umliegenden Rüstungseinrichtungen auf Exerzierplatzgelände neben der Wohnkolonie aufgebaut. Einige dieser dunklen breiten Holzhäuser überdauerten den Zweiten Weltkrieg und wurden erst 1954 abgerissen.
1919 wurden aufgrund der Bestimmungen des Versailler Vertrages alle militärischen Produktionsstätten (insbesondere Gewehrfabrik und Pulverfabrik) in Haselhorst stillgelegt.
Seit 1920 gehört Haselhorst zu Groß-Berlin, zunächst nur als Ortslage im Ortsteil Spandau des Bezirks Spandau. Am 15. Oktober 1929 kam Haselhorst zum aufstrebenden Ortsteil Siemensstadt, am 1. April 1938 auch der westlich gelegene Plan.
Noch bis Ende der 1920er Jahre bewahrte Haselhorst das Bild ländlicher Abgeschiedenheit, überragt von den beiden Schornsteinen der ehemaligen Königlichen Armee-Konservenfabrik, die zur Margarinefabrik geworden war, und einem kleinen Wasserturm.
Zwischen 1930 und 1935 errichtete die Gewobag die Reichsforschungssiedlung Haselhorst im Bereich Haselhorster Damm und Burscheider Weg. Es wurden 3.450 Wohnungen für über 10.000 Menschen gebaut, wodurch sich die Einwohnerzahl von Haselhorst sprunghaft vervielfachte. Es entstanden preiswerte Kleinwohnungen für Arbeiterfamilien der nahegelegenen Industrieansiedlungen. Entworfen hatten sie namhafte Architekten der Moderne wie Walter Gropius, Fred Forbát, Otto Bartning, Paul Mebes und Paul Emmerich, die Freianlagen gestalteten Gustav Allinger und Leberecht Migge.
Im Westen des Haselhorster Damms, an der Ecke zur Gartenfelder Straße, entstanden im Erdgeschoss der Reichsforschungssiedlung einige Ladengeschäfte. Um die Ladenzeile auch im alten Ortskern fortsetzen zu können, wurden 1934–1939 im Bereich der Gartenfelder Straße aus der Arbeiter-Kolonie des Militär-Fiskus und Arbeitersiedlung Haselhorst die ersten vier Häuser abgerissen und durch zweigeschossige Gebäude mit Ladenzeilen ersetzt.

### Ortsteil Haselhorst (seit 1950)
Seit 1950 ist Haselhorst ein Spandauer Ortsteil.
In den 1950er Jahren wurden viele Wohnungen gebaut: 1952/1953 auf dem Gelände der ehemaligen Pulverfabrik (dort war zwischenzeitlich ein Park entstanden, der allerdings schon in den Notzeiten nach 1945 wieder abgeholzt worden war) 300 Wohnungen, 1954–1956 in der Adickesstraße 246 Wohnungen, 1954–1960 im Bereich am Gorgasring und am Faucherweg fast 1000 Wohnungen und 1962 am Hunckemüllerweg eine kleinere Wohnsiedlung des Petruswerkes.
Im Zeitraum von 1965 bis 1971 wurden, um Platz für weitere Neubauten zu gewinnen, fast alle noch erhaltenen Altbauten abgerissen, insbesondere das Gutshaus von 1815, die Konservenfabrik von 1892 sowie fast die gesamte Arbeiter-Kolonie des Militär-Fiskus und Arbeitersiedlung Haselhorst, von der 1976 nur noch acht Wohnhäuser übriggeblieben waren. Im Bereich der westlichen Feldzeugmeisterstraße haben sich einige dieser Häuser erhalten, sie stehen heute unter Denkmalschutz, wie auch seit 1995 die gesamte Reichsforschungssiedlung.
Die industrielle Infrastruktur beschränkt sich heute auf den südlichen Bereich des Ortsteils, vertreten unter anderem durch BMW und Wall. Auf der Spreehalbinsel Sophienwerder befindet sich der Außenbezirk Spandau des Wasserstraßen- und Schifffahrtsamtes Spree-Havel, das von hier aus unter anderem den Westhafen verwaltet.

### Salzhof

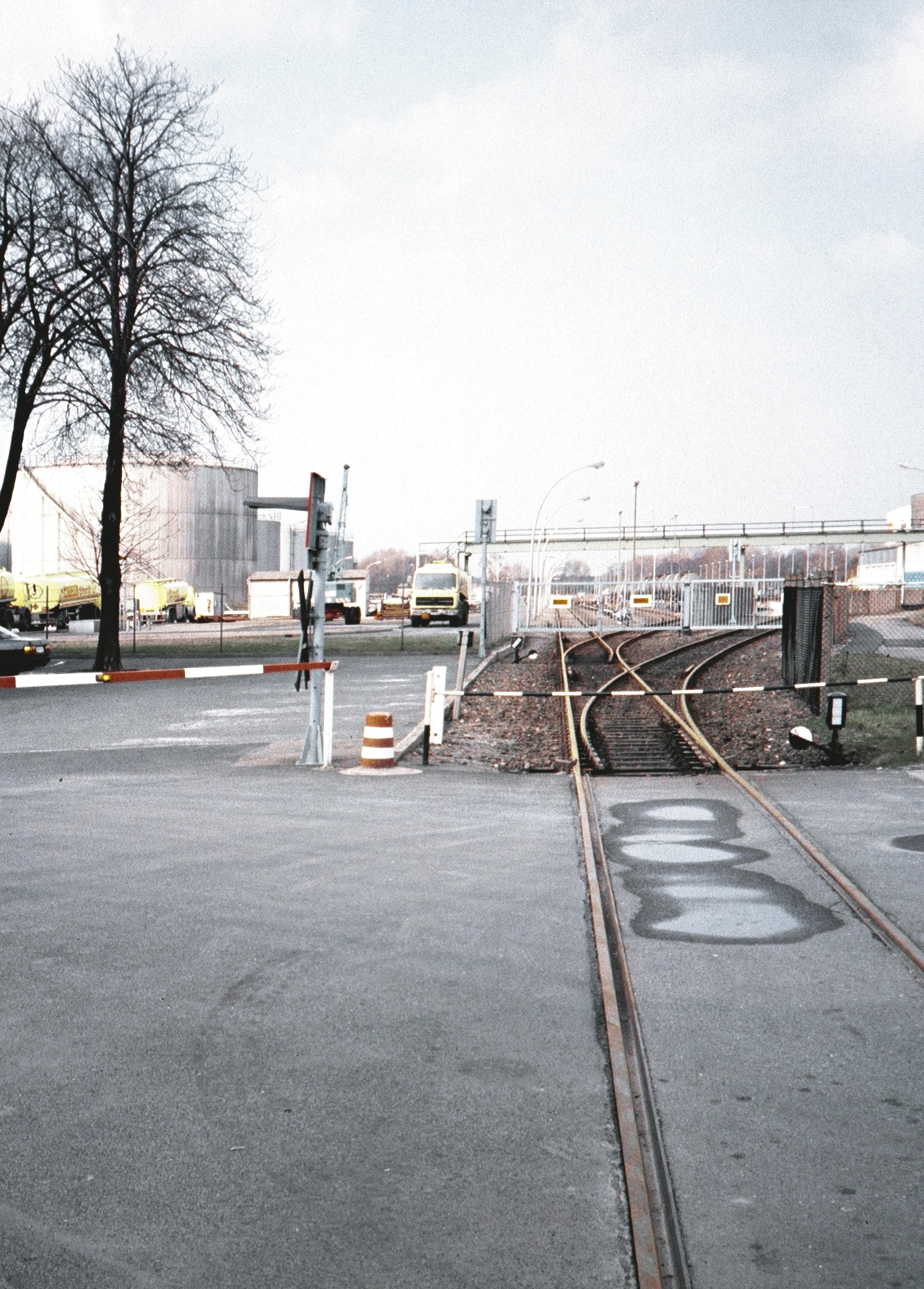
Tanklager am Salzhof, 1987

Der Salzhof wurde 1749 von der staatlichen Salzverwaltung eingerichtet und diente hauptsächlich zur Lagerung und Reparatur der Salztonnen für die Verschiffung des Salzes. Nach Aufhebung des staatlichen Salzmonopols ging der Salzhof 1869 in Privatbesitz über. Dort standen dann eine Schneidemühle und eine Sargfabrik. 1890 wurde dort eine chemische Fabrik (siehe Stadtplan von 1907) erbaut, die insbesondere die südlich angrenzende Pulverfabrik belieferte und 1919 als Rüstungsbetrieb stillgelegt wurde.
Ab 1926 baute die Rhenania-Ossag (seit 1947: Shell) großflächige Tanklager, die jahrzehntelang in der Einflugschneise des Flughafens Tegel das Stadtbild prägten. Nach der deutschen Wiedervereinigung wurden sie abgebaut.
Heute steht an dieser Stelle ein Wohngebiet, das im Rahmen der 2009 abgeschlossenen städtebaulichen Entwicklungsmaßnahme Wasserstadt Oberhavel entstand. Dafür wurden auch in diesem früher abgelegenen Gebiet zwei Havelbrücken gebaut, 1997 die Spandauer-See-Brücke und 2001 die Wasserstadtbrücke.
Am Havelufer gibt es seit 2011 einen durchgehenden Grünzug mit einem Uferweg für Spaziergänger und Fahrradfahrer zwischen den Quartieren Pulvermühle und Haveleck.

## Bevölkerung
Gutsbezirk
| Jahr | Einwohner |
| ---- | --------- |
| 1858 | 0136      |
| 1871 | 0130      |
| 1885 | 0130      |
| 1895 | 0773      |
| 1905 | 1239      |

Ortsteil
| Jahr | Einwohner |
| ---- | --------- |
| 1946 | 10.881    |
| 1950 | 11.702    |
| 1960 | 14.205    |
| 1970 | 14.395    |
| 1987 | 12.089    |
| 2000 | 12.834    |

| Jahr | Einwohner |
| ---- | --------- |
| 2007 | 13.690    |
| 2010 | 13.690    |
| 2015 | 15.428    |
| 2020 | 16.471    |
| 2021 | 18.095    |
| 2022 | 19.297    |
| 2023 | 19.890    |
| 2024 | 19.994    |

## Sehenswürdigkeiten
Überregionale Bedeutung hat die im Ortsteil gelegene Zitadelle Spandau.
Kirchen
- Weihnachtskirche (evangelisch) am Haselhorster Damm 54, im neoklassizistischen Stil erbaut und 1935 fertiggestellt
- St.-Stephanus-Kirche (römisch-katholisch) am Gorgasring 5, gehört zur Pfarrei Heilige Familie Spandau Nord – Havelland
- Christus-Kirche der Evangelisch-Freikirchlichen Gemeinde (Brüdergemeinde) in der Riensbergstraße 43, arbeitet auf der Basis der Evangelischen Allianz

## Verkehr
Haselhorst ist seit dem 1. Oktober 1984 durch die unter dem Straßenzug Nonnendammallee – Am Juliusturm verlaufende Linie U7 der Berliner U-Bahn an die City West, die südlichen Berliner Bezirke, Spandau und den Fernverkehrs-Bahnhof Berlin-Spandau angebunden. Die U-Bahnhöfe Haselhorst und Zitadelle befinden sich im Ortsteil Haselhorst, der U-Bahnhof Paulsternstraße liegt auf der Grenze zu Siemensstadt. In Haselhorst verkehren die Omnibuslinien X33, M36, 133 und 139 sowie die Nachtbus-Linien N33 und N7 (der Nachtbus der U-Bahn-Linie U7).

## Persönlichkeiten
- August von Brandis (1859–1947), impressionistischer Maler, in Haselhorst geboren
- Gertrud Hanna (1876–1944), Politikerin (SPD), Opfer des Nationalsozialismus, lebte in Haselhorst
- Michael Alex (1937–2021), Autor, lebte in Haselhorst
- Felicitas Kubala (* 1956), Politikerin (Bündnis 90/Die Grünen), in Haselhorst aufgewachsen
- Ades Zabel (* 1963), Travestiekünstler, in Haselhorst geboren
- Daniel Buchholz (* 1968), Politiker (SPD), in Haselhorst aufgewachsen
- Ronald Rauhe (* 1981), Kanute, mehrfacher Olympiasieger, wuchs in Haselhorst auf und besuchte die Bernd-Ryke-Grundschule